# Campeonato Sudamericano de Fútbol Sub-17 de 2023
El XIX Campeonato Sudamericano Sub-17 de 2023 fue la decimonovena edición en la historia del certamen, y se realizó por cuarta ocasión en Ecuador; el torneo empezó el 30 de marzo y finalizó el 23 de abril.
El campeón defensor fue Argentina; por otra parte, Brasil logró su decimotercer título dentro de la competición.

## Elección del país anfitrión
Ecuador había sido designada como sede del Sudamericano Sub-17 de 2021, pero el torneo fue cancelado debido a la pandemia de covid-19. En 2022 la Conmebol ratificó a Ecuador como sede del sudamericano para 2023.

## Organización

### Sedes
Esta fue la cuarta vez que Ecuador fue sede del torneo, anteriormente lo hizo en 1988, 2007 y 2011.
Guayaquil y Quito fueron seleccionadas como sedes.
| Guayaquil Quito | Guayaquil                   | Guayaquil                  | Guayaquil          |
| --------------- | --------------------------- | -------------------------- | ------------------ |
| Guayaquil Quito | Estadio George Capwell      | Estadio Christian Benítez  | Estadio Monumental |
| Guayaquil Quito | Capacidad: 39 000           | Capacidad: 10 150          | Capacidad: 59 283  |
| Guayaquil Quito |                             |                            |                    |
| Guayaquil Quito | Quito                       |                            |                    |
| Guayaquil Quito | Estadio Rodrigo Paz Delgado | Estadio Olímpico Atahualpa |                    |
| Guayaquil Quito | Capacidad: 41 575           | Capacidad: 35 258          |                    |
| Guayaquil Quito |                             |                            |                    |

### Árbitros
La Conmebol confirmó las siguientes ternas arbitrales, provenientes de nueve de los países miembros de la confederación, además de una terna italiana en representación de la UEFA.
| - Argentina: Andrés Merlos - Pablo González (asistente) - Sebastián Raineiri (asistente) - Bolivia: Dilio Rodríguez - Roger Orellana (asistente) - Rubén Flores (asistente) - Brasil: Savio Pereira - Guillerme Dias Camilo (asistente) - Nailton Souza (asistente) - Chile: Felipe González - Juan Serrano (asistente) - Carlos Poblete (asistente) | - Colombia: Carlos Betancur - Miguel Roldán (asistente) - Richard Ortiz (asistente) - David Fuentes (soporte) - Ecuador: Augusto Aragón - Juan Aguiar (asistente) - Andrés Tola (asistente) - Perú: Michael Espinoza - Coty Carrera (asistente) - Enrique Pinto (asistente) - Roberto Pérez (soporte) | - Uruguay: José Burgos - Pablo Llarena (asistente) - Santiago Fernández (asistente) - Agustín Berisso (soporte) - Venezuela: Ángel Arteaga - Carlos López (asistente) - Antoni García (asistente) - Italia: Simone Sozza - Giovanni Baccini (asistente) - Davide Imperiale (asistente) |

## Equipos participantes
Participaron en el torneo los equipos representativos de las 10 asociaciones nacionales afiliadas a la Confederación Sudamericana de Fútbol.
| Equipos participantes | Equipos participantes | Equipos participantes | Equipos participantes | Equipos participantes |
| --------------------- | --------------------- | --------------------- | --------------------- | --------------------- |
| Argentina             | Bolivia               | Brasil                | Chile                 | Colombia              |
| Ecuador               | Paraguay              | Perú                  | Uruguay               | Venezuela             |

### Sorteo
El sorteo de grupos se llevó a cabo en la sede de la Conmebol ubicada en la ciudad de Luque, Paraguay, el 24 de febrero de 2023 a las 12:00 (UTC-3).
Entre paréntesis se indica la posición de las selecciones en el Campeonato Sudamericano Sub-17 de 2019. Las selecciones cabezas de serie fueron Ecuador (país anfitrión) y Argentina (campeón defensor).
| Cabezas de serie          | Bombo 2                | Bombo 3              | Bombo 4                  | Bombo 5                   |
| ------------------------- | ---------------------- | -------------------- | ------------------------ | ------------------------- |
| Ecuador (4) Argentina (1) | Chile (2) Paraguay (3) | Perú (5) Uruguay (6) | Brasil (7) Venezuela (8) | Colombia (9) Bolivia (10) |

## Primera fase
- Los horarios corresponden a la hora continental de Ecuador (UTC-5).[10]

Criterios de desempate
Los 10 equipos participantes en la primera fase se dividieron en dos grupos de cinco equipos cada uno. Luego de una liguilla simple, a una sola rueda de partidos, pasaron a segunda ronda los equipos que ocuparon las posiciones primera, segunda y tercera de cada grupo.
En caso de empate en puntos en cualquiera de las posiciones, la clasificación se determinó siguiendo en orden los siguientes criterios:
1. El resultado del enfrentamiento directo jugado entre los empatados.
2. Diferencia de goles.
3. Cantidad de goles marcados.
4. Menor número de tarjetas rojas.
5. Menor número de tarjetas amarillas.
6. Por sorteo.

     – Clasificados a la fase final.

### Grupo A
| Equipo   | Pts | PJ | PG | PE | PP | GF | GC | Dif. |
| -------- | --- | -- | -- | -- | -- | -- | -- | ---- |
| Brasil   | 10  | 4  | 3  | 1  | 0  | 11 | 3  | 8    |
| Chile    | 7   | 4  | 2  | 1  | 1  | 5  | 4  | 1    |
| Ecuador  | 5   | 4  | 1  | 2  | 1  | 7  | 5  | 2    |
| Uruguay  | 4   | 4  | 1  | 1  | 2  | 2  | 5  | –3   |
| Colombia | 1   | 4  | 0  | 1  | 3  | 1  | 9  | –8   |

| 30 de marzo | Colombia | 0:0     | Uruguay | Estadio Christian Benítez, Guayaquil |                           |
| 16:30       |          | Reporte |         | Árbitro(s): Andrés Merlos            | Árbitro(s): Andrés Merlos |

| 30 de marzo | Ecuador                       | 2:2 (0:2) | Brasil              | Estadio Christian Benítez, Guayaquil |                           |
| 19:00       | Reyes 87' · G. de Jesús 90+1' | Reporte   | Kauã Elias 23', 36' | Árbitro(s): Roberto Pérez            | Árbitro(s): Roberto Pérez |

- Equipo libre:  Chile.

| 1 de abril | Brasil                               | 3:0 (2:0) | Chile | Estadio Christian Benítez, Guayaquil |                           |
| 16:30      | Kauã Elias 30', 36' · João Pedro 87' | Reporte   |       | Árbitro(s): Ángel Arteaga            | Árbitro(s): Ángel Arteaga |

| 1 de abril | Colombia | 0:4 (0:1) | Ecuador                                          | Estadio Christian Benítez, Guayaquil |                             |
| 19:00      |          | Reporte   | Obando 26', 81' · G. de Jesús 76' · Bermúdez 88' | Árbitro(s): Dilio Rodríguez          | Árbitro(s): Dilio Rodríguez |

- Equipo libre:  Uruguay.

| 3 de abril | Chile                 | 2:0 (1:0) | Uruguay | Estadio Monumental, Guayaquil |                           |
| 16:30      | Hales 33' · Román 59' | Reporte   |         | Árbitro(s): Roberto Pérez     | Árbitro(s): Roberto Pérez |

| 3 de abril | Brasil                                     | 3:1 (0:0) | Colombia     | Estadio Monumental, Guayaquil |                          |
| 19:00      | Dudu 54' (pen.) · Riquelme 69' · Rayan 87' | Reporte   | W. López 67' | Árbitro(s): Simone Sozza      | Árbitro(s): Simone Sozza |

- Equipo libre:  Ecuador.

| 5 de abril                                                                                           | Chile                     | 2:0 (0:0) | Colombia | Estadio Monumental, Guayaquil |                           |
| 16:30                                                                                                | Campos 57' · Riquelme 77' | Reporte   |          | Árbitro(s): Ángel Arteaga     | Árbitro(s): Ángel Arteaga |
| El inicio del segundo tiempo estuvo demorado debido a la fuerte lluvia que afectó el campo de juego. |                           |           |          |                               |                           |

| 5 de abril | Uruguay                          | 2:0 (0:0) | Ecuador | Estadio Monumental, Guayaquil |                           |
| 20:00      | González 47' · Barone 77' (pen.) | Reporte   |         | Árbitro(s): Andrés Merlos     | Árbitro(s): Andrés Merlos |

- Equipo libre:  Brasil.

| 7 de abril | Ecuador      | 1:1 (0:1) | Chile       | Estadio Christian Benítez, Guayaquil |                           |
| 19:00      | Bermúdez 55' | Reporte   | Ampuero 39' | Árbitro(s): Roberto Pérez            | Árbitro(s): Roberto Pérez |

| 7 de abril | Uruguay | 0:3 (0:0) | Brasil                                    | Estadio George Capwell, Guayaquil |                           |
| 19:00      |         | Reporte   | Rayan 66' · Lorran 84' · Matheus Reis 90' | Árbitro(s): Ángel Arteaga         | Árbitro(s): Ángel Arteaga |

- Equipo libre:  Colombia.

### Grupo B
| Equipo    | Pts | PJ | PG | PE | PP | GF | GC | Dif. |
| --------- | --- | -- | -- | -- | -- | -- | -- | ---- |
| Argentina | 10  | 4  | 3  | 1  | 0  | 9  | 3  | 6    |
| Paraguay  | 8   | 4  | 2  | 2  | 0  | 9  | 3  | 6    |
| Venezuela | 5   | 4  | 1  | 2  | 1  | 5  | 5  | 0    |
| Bolivia   | 3   | 4  | 1  | 0  | 3  | 3  | 7  | –4   |
| Perú      | 1   | 4  | 0  | 1  | 3  | 1  | 9  | –8   |

| 31 de marzo | Bolivia                     | 2:1 (0:1) | Perú      | Estadio George Capwell, Guayaquil |                           |
| 16:30       | Paniagua 70' · Mamani 90+2' | Reporte   | Soyer 29' | Árbitro(s): Savio Sampaio         | Árbitro(s): Savio Sampaio |

| 31 de marzo | Argentina                                         | 4:2 (3:2) | Venezuela                        | Estadio George Capwell, Guayaquil |                             |
| 19:00       | Echeverri 14' · S. López 21' · Ruberto 45+1', 63' | Reporte   | Martínez 31' (pen.) · Colina 36' | Árbitro(s): Carlos Betancur       | Árbitro(s): Carlos Betancur |

- Equipo libre:  Paraguay.

| 2 de abril | Venezuela      | 1:1 (0:0) | Paraguay            | Estadio George Capwell, Guayaquil |                             |
| 16:30 | Martínez 90+2' | Reporte   | Villalba 62' (pen.) | Árbitro(s): Felipe González       | Árbitro(s): Felipe González |
| El partido fue suspendido a los 11 minutos debido a la fuerte lluvia que afectó el campo de juego, se reanudó una hora después. |                |           |                     |                                   |                             |

| 2 de abril | Bolivia | 0:1 (0:0) | Argentina | Estadio George Capwell, Guayaquil |                            |
| 20:30      |         | Reporte   | Acuña 69' | Árbitro(s): Augusto Aragón        | Árbitro(s): Augusto Aragón |

- Equipo libre:  Perú.

| 4 de abril | Venezuela                 | 2:0 (0:0) | Bolivia | Estadio George Capwell, Guayaquil |                           |
| 18:00      | Martínez 53' · Arango 61' | Reporte   |         | Árbitro(s): Savio Sampaio         | Árbitro(s): Savio Sampaio |

| 4 de abril | Paraguay                                | 4:0 (1:0) | Perú | Estadio George Capwell, Guayaquil |                         |
| 20:30      | Villalba 38' · Miño 67', 74' · Mora 84' | Reporte   |      | Árbitro(s): José Burgos           | Árbitro(s): José Burgos |

- Equipo libre:  Argentina.

| 6 de abril | Paraguay                                       | 3:1 (3:0) | Bolivia    | Estadio George Capwell, Guayaquil |                             |
| 16:30      | Villalba 20' · Tórrez 32' (a.g.) · Riveros 37' | Reporte   | Tórrez 84' | Árbitro(s): Carlos Betancur       | Árbitro(s): Carlos Betancur |

| 6 de abril | Perú | 0:3 (0:3) | Argentina                        | Estadio George Capwell, Guayaquil |                            |
| 19:00      |      | Reporte   | Echeverri 17', 37' · Ruberto 22' | Árbitro(s): Augusto Aragón        | Árbitro(s): Augusto Aragón |

- Equipo libre:  Venezuela.

| 8 de abril | Argentina     | 1:1 (0:1) | Paraguay     | Estadio George Capwell, Guayaquil |                             |
| 19:00      | Gutiérrez 87' | Reporte   | Balbuena 34' | Árbitro(s): Felipe González       | Árbitro(s): Felipe González |

| 8 de abril | Perú | 0:0     | Venezuela | Estadio Christian Benítez, Guayaquil |                         |
| 19:00      |      | Reporte |           | Árbitro(s): José Burgos              | Árbitro(s): José Burgos |

- Equipo libre:  Bolivia.

## Fase final
- Los horarios corresponden a la hora continental de Ecuador (UTC-5).

     – Clasificados para la Copa Mundial de Fútbol Sub-17 de 2023.
| Equipo    | Pts | PJ | PG | PE | PP | GF | GC | Dif |
| --------- | --- | -- | -- | -- | -- | -- | -- | --- |
| Brasil    | 13  | 5  | 4  | 1  | 0  | 13 | 7  | 6   |
| Ecuador   | 11  | 5  | 3  | 2  | 0  | 10 | 4  | 6   |
| Argentina | 7   | 5  | 2  | 1  | 2  | 6  | 5  | 1   |
| Venezuela | 7   | 5  | 2  | 1  | 2  | 7  | 5  | 2   |
| Paraguay  | 4   | 5  | 1  | 1  | 3  | 4  | 8  | –4  |
| Chile     | 0   | 5  | 0  | 0  | 5  | 0  | 11 | –11 |

#### Fecha 1
| 11 de abril | Argentina                           | 2:0 (2:0) | Chile | Estadio Rodrigo Paz Delgado, Quito |                             |
| 14:00       | Campos 42' (a.g.) · Echeverri 45+2' | Reporte   |       | Árbitro(s): Carlos Betancur        | Árbitro(s): Carlos Betancur |

| 11 de abril | Brasil                   | 2:1 (2:0) | Venezuela  | Estadio Olímpico Atahualpa, Quito |                           |
| 16:30       | João Pedro 6' · Dudu 33' | Reporte   | Arango 52' | Árbitro(s): Roberto Pérez         | Árbitro(s): Roberto Pérez |

| 11 de abril | Ecuador                                            | 3:1 (1:1) | Paraguay     | Estadio Olímpico Atahualpa, Quito |                         |
| 19:00       | Rodríguez 43' · Bermúdez 61' · Arroyo 90+2' (pen.) | Reporte   | Villalba 19' | Árbitro(s): José Burgos           | Árbitro(s): José Burgos |

#### Fecha 2
| 14 de abril | Brasil                                          | 3:2 (2:1) | Paraguay                      | Estadio Rodrigo Paz Delgado, Quito |                             |
| 14:00       | Gómez 23' (a.g.) · Rayan 42' · Luiz Gustavo 79' | Reporte   | P. Riveros 19' · Aguayo 90+2' | Árbitro(s): Felipe González        | Árbitro(s): Felipe González |

| 14 de abril | Argentina           | 2:1 (2:1) | Venezuela   | Estadio Rodrigo Paz Delgado, Quito |                            |
| 16:30       | S. López 15', 45+5' | Reporte   | Reinoso 24' | Árbitro(s): Augusto Aragón         | Árbitro(s): Augusto Aragón |

| 14 de abril | Chile | 0:3 (0:1) | Ecuador                                       | Estadio Olímpico Atahualpa, Quito |                           |
| 19:00       |       | Reporte   | Bermúdez 40' · Obando 57' · G. de Jesús 90+2' | Árbitro(s): Roberto Pérez         | Árbitro(s): Roberto Pérez |

#### Fecha 3
| 17 de abril | Paraguay | 0:0     | Argentina | Estadio Rodrigo Paz Delgado, Quito |                             |
| 14:00       |          | Reporte |           | Árbitro(s): Carlos Betancur        | Árbitro(s): Carlos Betancur |

| 17 de abril | Chile | 0:2 (0:0) | Venezuela                  | Estadio Olímpico Atahualpa, Quito |                             |
| 16:30       |       | Reporte   | Hidalgo 70' · Meléndez 85' | Árbitro(s): Dilio Rodríguez       | Árbitro(s): Dilio Rodríguez |

| 17 de abril | Ecuador         | 2:2 (2:1) | Brasil                                 | Estadio Olímpico Atahualpa, Quito |                          |
| 19:00       | Arroyo 23', 38' | Reporte   | Collahuazo 45' (a.g.) · Kauã Elias 52' | Árbitro(s): Simone Sozza          | Árbitro(s): Simone Sozza |

#### Fecha 4
| 20 de abril | Venezuela                   | 2:0 (0:0) | Paraguay | Estadio Rodrigo Paz Delgado, Quito |                           |
| 14:00       | Martínez 70' · González 85' | Reporte   |          | Árbitro(s): Savio Sampaio          | Árbitro(s): Savio Sampaio |

| 20 de abril | Chile | 0:3 (0:2) | Brasil                                      | Estadio Rodrigo Paz Delgado, Quito |                             |
| 16:30       |       | Reporte   | Rayan 11' (pen.), 31' · Ricardo Mathias 59' | Árbitro(s): Carlos Betancur        | Árbitro(s): Carlos Betancur |

| 20 de abril | Argentina | 0:1 (0:1) | Ecuador | Estadio Olímpico Atahualpa, Quito |                           |
| 19:00       |           | Reporte   | Páez 6' | Árbitro(s): Roberto Pérez         | Árbitro(s): Roberto Pérez |

#### Fecha 5
| 23 de abril | Brasil                                   | 3:2 (2:1) | Argentina                   | Estadio Olímpico Atahualpa, Quito |                             |
| 16:30       | Riquelme 11' · Dudu 29' · João Pedro 60' | Reporte   | Giménez 33' · Echeverri 55' | Árbitro(s): Felipe González       | Árbitro(s): Felipe González |

| 23 de abril | Paraguay | 1:0 (0:0) | Chile | Estadio Rodrigo Paz Delgado, Quito |                          |
| 16:30       | Miño 51' | Reporte   |       | Árbitro(s): Simone Sozza           | Árbitro(s): Simone Sozza |

| 23 de abril | Venezuela  | 1:1 (0:0) | Ecuador  | Estadio Olímpico Atahualpa, Quito |                             |
| 19:00       | Colina 74' | Reporte   | Páez 46' | Árbitro(s): Carlos Betancur       | Árbitro(s): Carlos Betancur |

|                             |
| Bandera de Brasil           |
| Campeón Brasil 13.er título |

## Clasificados a la Copa Mundial de Fútbol Sub-17 de 2023
| Equipo    | Fecha               | Apariciones previas                                                                                       |
| --------- | ------------------- | --- |
| Brasil    | 17 de abril de 2023 | 17 (1985, 1987, 1989, 1991, 1995, 1997, 1999, 2001, 2003, 2005, 2007, 2009, 2011, 2013, 2015, 2017, 2019) |
| Ecuador   | 17 de abril de 2023 | 5 (1987, 1995, 2011, 2015, 2019)                                                                          |
| Argentina | 17 de abril de 2023 | 14 (1985, 1989, 1991, 1993, 1995, 1997, 2001, 2003, 2007, 2009, 2011, 2013, 2015, 2019)                   |
| Venezuela | 20 de abril de 2023 | 1 (2013)                                                                                                  |

1 Negrita indica sede para ese año. Cursiva indica campeones de ese año .

## Estadísticas

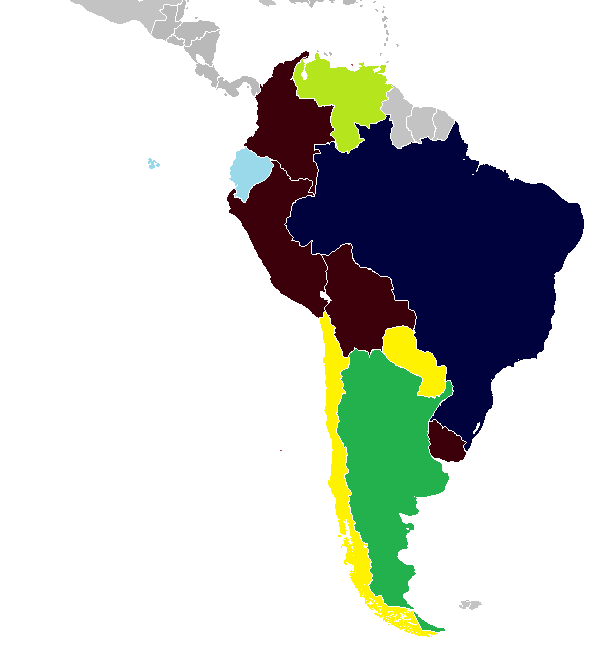
Países participantes según la posición alcanzada en el torneo.

### Tabla general
| Pos. | Equipo    | Pts | PJ | PG | PE | PP | GF | GC | Dif | Rend.   |
| ---- | --------- | --- | -- | -- | -- | -- | -- | -- | --- | ------- |
| 1    | Brasil    | 23  | 9  | 7  | 2  | 0  | 24 | 10 | 14  | 83.33 % |
| 2    | Argentina | 17  | 9  | 5  | 2  | 2  | 15 | 8  | 7   | 70.83 % |
| 3    | Ecuador   | 16  | 9  | 4  | 4  | 1  | 17 | 9  | 8   | 62.50 % |
| 4    | Venezuela | 12  | 9  | 3  | 3  | 3  | 12 | 10 | 2   | 45.83 % |
| 5    | Paraguay  | 12  | 9  | 3  | 3  | 3  | 13 | 11 | 2   | 37.50 % |
| 6    | Chile     | 7   | 9  | 2  | 1  | 6  | 5  | 15 | –10 | 29.17 % |
| 7    | Uruguay   | 4   | 4  | 1  | 1  | 2  | 2  | 5  | –3  | 25;%    |
| 8    | Bolivia   | 3   | 4  | 1  | 0  | 3  | 3  | 7  | –4  | 33.33 % |
| 9    | Colombia  | 1   | 4  | 0  | 1  | 3  | 1  | 9  | –8  | 8.33 %  |
| 10   | Perú      | 1   | 4  | 0  | 1  | 3  | 1  | 9  | –8  | 8.33 %  |

## Goleadores
| Jugador           | Selección | Goles |
| ----------------- | --------- | ----- |
| Kauã Elias        | Brasil    | 5     |
| Claudio Echeverri | Argentina | 5     |
| Rayan             | Brasil    | 5     |
| Michael Bermúdez  | Ecuador   | 4     |
| Rodrigo Villalba  | Paraguay  | 4     |
| David Martínez    | Venezuela | 4     |
| Santiago López    | Argentina | 3     |
| Agustín Ruberto   | Argentina | 3     |
| Dudu              | Brasil    | 3     |
| João Pedro        | Brasil    | 3     |
| Geremy de Jesús   | Ecuador   | 3     |
| Allen Obando      | Ecuador   | 3     |
| Keny Arroyo       | Ecuador   | 3     |
| César Miño        | Paraguay  | 3     |
| Riquelme Filipi   | Brasil    | 2     |
| Kendry Páez       | Ecuador   | 2     |
| Paulo Riveros     | Paraguay  | 2     |
| Juan Arango Jr.   | Venezuela | 2     |
| Junior Colina     | Venezuela | 2     |

## Derechos de transmisión
Las siguientes empresas y canales fueron autorizados para la transmisión del torneo.
| País      | Difusor                        |
| --------- | ------------------------------ |
| Argentina | TyC Sports                     |
| Bolivia   | Entel                          |
| Brasil    | SporTV                         |
| Chile     | DSports y TVN                  |
| Colombia  | DSports y Telepacífico         |
| Ecuador   | DSports                        |
| Paraguay  | Tigo Sports                    |
| Perú      | DSports                        |
| Uruguay   | Dexary Eventos                 |
| Venezuela | Meridiano Televisión y DSports |